# Moment magnètic nuclear

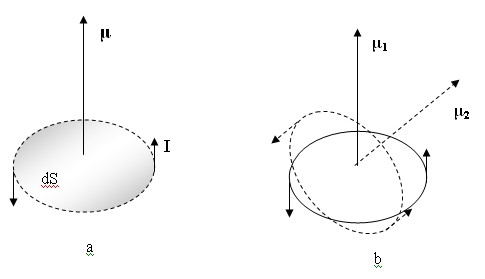
Moment magnètic μM d'un corrent elèctric I al voltant d'un element superficial d'àrea dS en absència de camp magnètic extern i deriva del moment magnètic sota l'acció d'un camp magnètic extern.

El moment magnètic nuclear és el moment magnètic d'un nucli atòmic i sorgeix del gir dels protons i neutrons. És principalment un moment dipolar magnètic; el moment quadripolar també provoca alguns petits canvis en l'estructura hiperfina. Tots els nuclis que tenen espín diferent de zero també tenen un moment magnètic diferent de zero i viceversa, encara que la connexió entre les dues magnituds no és senzilla ni fàcil de calcular.
El moment magnètic nuclear varia d'isòtop a isòtop d'un element. Per a un nucli del qual el nombre de protons i de neutrons són parells en el seu estat fonamental (és a dir, l'estat d'energia més baixa), l'espín nuclear i el moment magnètic són sempre zero. En casos amb nombres senars de protons i neutrons o ambdós, el nucli sovint té un gir i un moment magnètic diferents de zero. El moment magnètic nuclear no és la suma dels moments magnètics dels nucleons, aquesta propietat s'assigna al caràcter tensorial de la força nuclear, com en el cas del nucli més simple on apareixen tant el protó com el neutró, és a dir, el nucli deuteri, el deuteró.
Els mètodes per mesurar moments magnètics nuclears es poden dividir en dos grans grups pel que fa a la interacció amb camps aplicats interns o externs. En general, els mètodes basats en camps externs són més precisos.
Es dissenyen diferents tècniques experimentals per mesurar moments magnètics nuclears d'un estat nuclear específic. Per exemple, les tècniques següents estan destinades a mesurar moments magnètics d'un estat nuclear associat en un rang de temps de vida τ:
- Ressonància magnètica nuclear (RMN) {\displaystyle \sim } ms.
- Distribució angular pertorbada diferencial de temps (TDPAD) {\displaystyle \sim \mu }s.
- Correlació angular pertorbada (PAC) {\displaystyle \sim } ns.
- Recul temporal al buit (TDRIV) {\displaystyle \sim } ps.
- Recul al buit (RIV) {\displaystyle \sim } ns.
- Camp transitori (TF) {\displaystyle \sim } ns.

Tècniques com el camp transitori han permès mesurar el factor g en estats nuclears amb temps de vida de pocs ps o menys.
El factor g és un factor adimensional associat al moment magnètic nuclear. Aquest paràmetre conté el signe del moment magnètic nuclear, que és molt important en l'estructura nuclear, ja que proporciona informació sobre quin tipus de nucleó (protó o neutró) domina sobre la funció d'ona nuclear. El signe positiu s'associa a la dominació dels protons i el signe negatiu a la dominació dels neutrons.
La relació giromagnètica, expressada en freqüència de precessió de Larmor {\displaystyle f={\frac {\gamma }{2\pi }}B}, és de gran rellevància per a l'anàlisi de ressonància magnètica nuclear.